# Kasperi Valto
Kasperi Valto (* 3. Juli 2003) ist ein finnischer Skispringer.

## Werdegang
Valto, der für den Skiverein von Lahti antritt, debütierte im August 2019 im FIS Cup und nahm im darauffolgenden Januar auch an den Olympischen Jugend-Winterspielen im Spezialspringen sowie dem Sprungwettbewerb der Nordischen Kombination teil. Ebenso gehörte er zur finnischen Auswahl bei den Juniorenweltmeisterschaften 2021 und 2022. Den FIS-Carpath-Cup 2019/20 beendete Valto als Gesamtdritter.
In Ruka ging er Ende 2021 erstmals im Continental Cup an den Start, konnte in dieser Wettkampfserie aber erst in der Saison 2022/23 punkten. Seit Ende 2020 gehört der Finne zur Nachwuchsauswahl des Weltcupteams und bestritt am 26. November 2022 seine erste Qualifikation für einen Wettbewerb.

## Statistik

### Weltcup-Platzierungen
| Saison  | Platz | Punkte |
| ------- | ----- | ------ |
| 2023/24 | 057.  | 012    |
| 2024/25 | 065.  | 002    |

### Continental-Cup-Platzierungen
| Saison  | Sommer | Sommer | Winter | Winter | Gesamt | Gesamt |
| Saison  | Platz  | Punkte | Platz  | Punkte | Platz  | Punkte |
| ------- | ------ | ------ | ------ | ------ | ------ | ------ |
| 2022/23 | 052.   | 015    | 078.   | 019    | 085.   | 034    |
| 2023/24 | 042.   | 021    | –      | –      | –      | –      |

### Schanzenrekorde
| Schanze                          | Ort      | Land     | Weite    | aufgestellt am   | Rekord bis |
| -------------------------------- | -------- | -------- | -------- | ---------------- | ---------- |
| Skisprungschanze Vuokatti (HS35) | Vuokatti | Finnland | 31,5 m 1 | 14. Februar 2015 | aktuell    |